# Philipp von Gemmingen (1738–1800)
Philipp von Gemmingen (* 17. Februar 1738; † 7. März 1800) war fürstlich nassau-usingenscher Regierungsrat und sachsen-gotha-altenburgischer Legationsrat beim Reichskammergericht in Wetzlar. Als Komitialgesandter vertrat er außerdem die Interessen verschiedener Fürsten beim Reichstag in Regensburg.

## Leben
Er war der jüngste Sohn des Philipp von Gemmingen (1702–1785) und der Elisabeth Margaretha von Racknitz (1714–1783). Er besuchte das Gymnasium in Heilbronn und kam 1756 an die Universität nach Gießen. 1759 wechselte er zu seinem älteren Bruder Christoph Dietrich (1736–1800) an die Universität nach Jena. 1764 wohnte er der Krönung Kaiser Josephs II. bei und war anschließend am Reichskammergericht in Wetzlar tätig. 1765 begleitete er seinen jüngsten Bruder nach Italien. Er war zunächst fürstlich nassau-usingenscher Regierungsrat und geheimer Referendär, trat aber nach kurzer Zeit in sachsen-gothaische Dienste. Als Kommissar am Reichskammergericht vertrat er die Interessen Altenburgs und Weimars. 1771 wurde er Legationsrat.
Am 6. November 1778 ernannte ihn Ernst II. von Sachsen-Gotha-Altenburg zum Geheimen Rat; er wurde von Incumbenz und Sitz im Regierungskollegium dispensiert und als für Gotha und Altenburg (auch Saalfeld) bevollmächtigter Komitialgesandter zum Reichstag nach Regensburg entsandt. Daneben wurde er 1779 auch für die Vertretung von Hessen-Darmstadt, Mecklenburg-Schwerin und Ratzeburg legitimiert und erhielt auch von Ernst II. die Schwarzburger Stimme und von Karl August von Sachsen-Weimar dessen Stimme übertragen. Als Karl August ihn 1780 dispendierte, um Johann Eustach Graf von Görtz zu bevollmächtigen, betonte er ausdrücklich seine Zufriedenheit mit Gemmingen. 1794 erhielt von Gemmingen auch die Stimme von Braunschweig-Wolfenbüttel übertragen.
Von Gemmingen galt als „ein würdiger Abgesandter seines feingebildeten Hofes“. Andererseits besaß er die von einem Komitialgesandten verlangte Zuverlässigkeit und das Geschick, sich ganz in die Wünsche, Pläne und politischen Gedanken seines Mandanten hineindenken zu können, nur in begrenztem Umfang. „Könnte man ihm doch etwas von Graf Görtz Betriebsamkeit (dieser drängte ständig auf Instruktionen usw.) und Letzterem etwas von Gemmingens Phlegma beimengen. So würde beiden geholfen.“ Der Gothaer Hof war mit Gemmingens Tätigkeit als Komitialgesandter nur eingeschränkt zufrieden, weil seine Vorschläge meist in ungeeigneten Momenten eingingen und die gelieferten Berichte häufig wenig sorgfältig abgefasst waren.

## Familie
Er war ab 1773 mit Friederike Christiane Florentine Voit von Salzburg († 1799) verheiratet. Beide wurden in Birkenfeld beigesetzt, wo die Familie der Gattin begütert war. Der Ehe entstammte nur eine Tochter, die im Alter von zwölf Tagen verstarb.